# ناحیه العامریه
ناحیه العامریه (به عربی: دائرة العامریة) یک ناحیه در الجزایر است که در استان عین تموشنت واقع شده‌است.

## خصوصیات
ناحیه العامریه ۳۷۷٫۰۱ کیلومترمربع مساحت و ۴۹٬۹۸۲ نفر جمعیت دارد.